# Plecanatida
La plecanatida, comercializada bajo la marca Trulance, es un medicamento utilizado para tratar el estreñimiento idiopático crónico  y el estreñimiento debido al síndrome del intestino irritable. Este medicamento se toma por vía oral   
Entre los efectos secundarios más frecuentes de este medicamento se encuentra la diarrea. No se recomienda su uso en niños. No está claro la seguridad de este medicamento durante el embarazo. Actúa activando la guanilato ciclasa-C, que aumenta la liberación de cloruro y bicarbonato en el intestino.
Este medicamento se aprobó para uso médico en Estados Unidos en el 2017. En Estados Unidos cuesta unos 470 dólares estadounidenses  al mes.   